# (73051) 2002 EQ126
(73051) 2002 EQ126 – planetoida z pasa głównego asteroid okrążająca Słońce w ciągu 4,96 lat w średniej odległości 2,91 j.a. Odkryta 12 marca 2002 roku.